# ويليام ستيفان
ويليام ستيفان (بالإنجليزية: Guillaume Stephan)‏ هو لاعب كرة قدم أمريكي، ولد في 10 سبتمبر 1982. لعب مع نادي تور.

## وصلات خارجية
- ويليام ستيفان على موقع رابطة كرة القدم الفرنسية للمحترفين (الإنجليزية)
- ويليام ستيفان على موقع قاعدة بيانات كرة القدم.إي يو (الإنجليزية)